# Geranoil-CoA carboxilasa
La geranoil-CoA carboxilasa (EC 6.4.1.5) es una enzima que cataliza la reacción de carboxilación del geranoil-CoA:
Geranoil-CoA + HCO3- + ATP {\displaystyle \rightleftharpoons } 3-(4-metilpent-3-en-1-il)-2-enedioil-CoA + ADP + fosfato
Esta enzima también es llamada geranil-CoA carboxilasa. Requiere como cofactor biotina. También carboxila dimetilpropenoil-CoA y farnesoil-CoA. Participa en la degradación del geraniol.